# ガウン

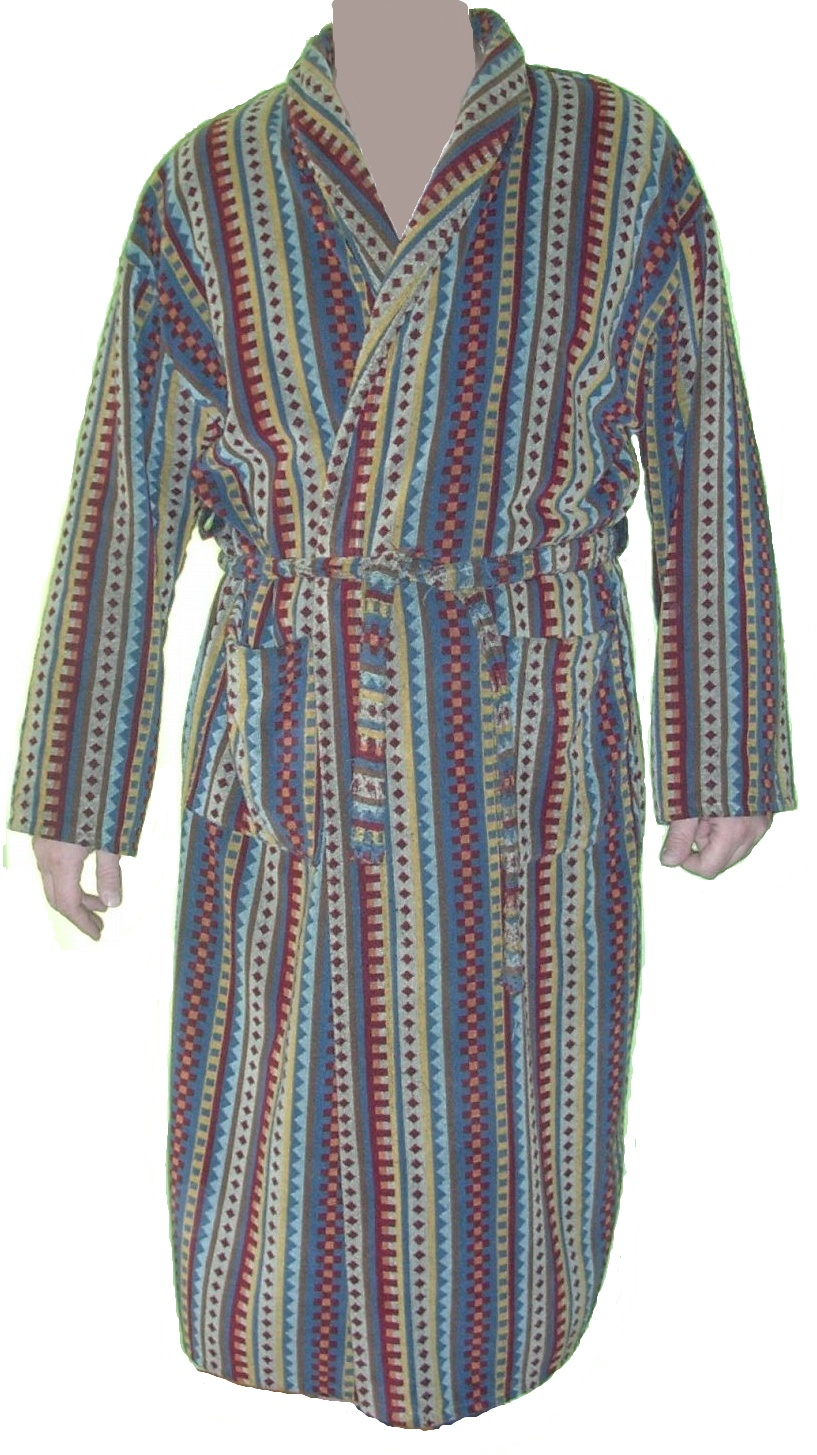
ガウン（バスローブ）

ガウン（英語: gown）とは、洋服の一形式で、膝あるいは床に届くような丈の長い衣を指す。

## 解説
中世ラテン語の "gunna" （毛皮の服の意）に由来し、長くてゆったりとした外衣として中世ヨーロッパにおいて男女ともに着用された。また、ガウンはドレスとほぼ同義にも用いられ、フランス語の「ローブ」（robe）とも重複する概念である。また、男性用のガウンもしくはナイトシャツ状のものをハウスコート（英:housecoat）と呼ぶ。
今日でもガウンは特定の儀礼等において着用される。例えば法服ではゆったりとしたガウンを着用し、また大学の儀礼で用いるアカデミックドレスでもガウンを用いる。
また、英語圏では女性用のイブニングドレスをイブニングガウン、ウェディングドレスをウエディングガウン、寝間着をナイトガウン等と呼ぶが、日本語では室内着・寝間着として着用する外衣（バスローブやドレッシングガウン）を単に「ガウン」と呼ぶ場合もある。
スポーツの世界では、ボクサーやプロレスラーがリングに上がる際に着用するコスチュームとして有名である。

## 医療用ガウン
医療用ガウンとしてサージカルガウンやアイソレーションガウンがある
サージカルガウン
不織布製で手術室等で使用される。
アイソレーションガウン
感染防護目的で診察や簡易な処置等の際に使用される。不織布製またはプラスチック製。